# عطاء حسين فاني الجشتي
سيد شاه عطا حسين فاني جشتي (1816-1893)، المعروف شعبيًّا باسم خواجة بيهار، كان وليًّا صوفيًا هنديًا من الطريقة الجشتية. كان أول صوفي يذهب إلى منطقة غايا غير المسلمة تمامًا وينشر الإسلام فيها. وكان أيضًا كاتبًا وشاعرًا ولغويًا وخطيبًا . مات بوصفه غوثا [الإنجليزية]، وهي أعلى درجة من الروحانية يمكن أن يصل إليها الصوفي في عصره.

## السيرة
وُلِد جشتي باسم سيد شاه عبد الرزاق في عام 1816 لعائلة من أولياء الطريقة الجشتية في منزل جده لأمه، خانقاه قادرية منانية، في مدينة باتنا، في بيهار، بالهند. نشأ على يد والده السلطان أحمد شهيد حتى بلغ العاشرة من عمره. بعد وفاة والده، قام جده لأبيه غلام حسين دانابوري بتربيته قبل أن يموت في سن 86 عامًا، بعد 9 سنوات من تعيينه خليفة للخانقاه. وبعد وفاة جده، تولى فاني رعايته عمه مير قمر الدين حسين مونامي، الذي أكمل معه دراساته الدنيوية وتعاليمه الروحية. وقد منح فاني الإجازة عند إتمامه.
يُعتقد أن فاني من سلالة محمد الباقر الذي يرجع للنبي محمد .[بحاجة لمصدر]

## طالع أيضًا
- والي كيراني
- التصوف

## قراءة إضافية
- عطا حسين فاني، (1930). "كيفية العارفين نسبة العاشقين"، "المكتب مونامية".
- عطا حسين فاني، (1883). "كنز الأنساب"، سادة بيهار، "مطبوعة حيدري صفدري"، مومباي.
- عطا حسين فاني، (1876). "مثنوي سر حق"، "ماتبو نافالكيشور"، لكناو.
- الشيخ حسين الدين، (1937). "تذكرة فاني"، حياة وأوقات الشاه عبد الرزاق ، "المكتبة مونامية".
- سيد محمد صباح الدين مونامي، (2000)، "ذكر آتا"، السيرة الذاتية الدقيقة لشاه آتا، "مكتبة عطية".
- د. عطا خورشيد، (2004). "سفرنامة الحاج سيد عطا حسين فاني"، جامعة عليكرة الإسلامية، وحدة الأبحاث، جامعة المغرب الإسلامي.
- قمر أعظم هاشمي، (1969). "بيهار مين أوردو سافانه نيجاري"، "طابعات باتنا".
- أختر أورنفي ، (1971). "بيهار مين الأردية نصر كا ارتقا"، "صندوق باتنا للكتاب".
- أحمد الله نادوي، (1974). "مسلم شورى بيهار (المجلد 4)"، "إزاحات كارانشي".